# Adrar (stad)
Adrar is een stad in Algerije en is de hoofdplaats van de provincie Adrar.
Adrar telt naar schatting 55.000 inwoners.